# 구매 전환율 최적화
구매 전환율 최적화(Conversion rate optimization, 전환율 최적화, CRO)는 사용자나 웹사이트 방문자가 원하는 행동(제품 구매, 연락처 남기기 등)을 취하는 비율을 높이는 프로세스이다.

## 역사
온라인 전환율 최적화(또는 웹사이트 최적화)는 닷컴버블 이후 기술 회사들이 지출에 대해 더 잘 인식하고 웹사이트 분석. 폭발 이후 웹 사이트 생성에 대한 접근성이 높아지면서 사용자 경험이 좋지 않은 페이지가 엄청나게 많이 생성되었다. 2000년대 초반 웹에서 경쟁이 치열해지면서 웹사이트 분석 도구를 사용할 수 있게 되었고 웹사이트 유용성에 대한 인식이 높아지면서 인터넷 마케팅 담당자는 자신의 전략에 대한 측정 가능한 항목을 만들고 웹사이트의 사용자 경험을 개선하라는 메시지를 받았다.
2004년에는 새로운 도구를 통해 인터넷 마케팅 담당자가 웹사이트 디자인 및 콘텐츠 변형을 실험하여 어떤 레이아웃, 텍스트 복사, 제안 및 이미지가 가장 효과적인지 결정할 수 있었다. 테스트에 대한 접근성이 높아지고 알려지기 시작했다. 이러한 형태의 최적화는 2007년에 무료 도구인 구글 웹사이트 옵티마이저가 도입되면서 가속화되었다. 오늘날 최적화와 전환은 많은 디지털 마케팅 캠페인의 핵심 측면이다. 예를 들어, 2017년 인터넷 마케팅 담당자를 대상으로 실시된 연구 조사에 따르면 응답자의 50%가 CRO가 "전체 디지털 마케팅 전략에 중요하다"고 생각하는 것으로 나타났다.
구매 전환율 최적화는 추적, 테스트 및 지속적인 개선을 강조하는 마케팅 접근 방식인 다이렉트 마케팅과 많은 원칙을 공유한다. 다이렉트 마케팅은 20세기 초반에 대중화되었으며 다이렉트 마케팅 협회와 같은 산업 그룹의 형성에 의해 뒷받침되었다. 다이렉트 마케팅 협회는 1917년에 결성되어 나중에 데이터 및 마케팅 협회로 명명되었으며 2018년 5월 31일 발표 이후 전국 광고주 협회에 인수되었다.
현대의 구매 전환율 최적화와 마찬가지로 직접 반응 마케팅 담당자도 A/B 분할 테스트, 응답 추적 및 대상자 테스트를 실행하여 메일, 라디오 및 인쇄 캠페인을 최적화한다.

## 같이 보기
- 타겟 광고
- 다이렉트 마케팅
- 디지털 마케팅
- 판촉
- A/B 테스트
- 개인화
- 사용자 의도
- 검색 엔진 최적화